# Jozef Vliers
Jozef Vliers (18 de dezembro de 1932 - 19 de janeiro de 1994) foi um futebolista belga que competiu na Copa do Mundo FIFA de 1954.